# Fluorure d'oxalyle
Le fluorure d'oxalyle est un composé chimique de formule OFC–CFO. Il s'agit d'un halogénure d'acyle dérivé de l'acide oxalique HOOC–COOH, le plus simple des acides dicaboxyliques. Il est étudié comme produit de remplacement pour les opérations de gravure de matériaux diélectriques en remplacement de composés à fort potentiel de réchauffement global.